# Davita Prendergast
Davita Prendergast, jamajška atletinja, * 6. december 1984, Westmoreland, Jamajka.
Ni nastopila na olimpijskih igrah. Na svetovnih prvenstvih je v štafeti 4×400 m osvojila srebrni medalji v letih 2007 in 2011.